# Becket (Massachusetts)
Becket város az USA Massachusetts államában, Berkshire megyében. Lakosainak száma 1931 fő (2020. április 1.).

## Népesség
A település népességének változása:
| Lakosok száma | 1223 | 1779 | 1931 |
|               | 1850 | 2010 | 2020 |